# Eliezer Melamed
Rabino Eliezer Melamed (hebraico: אליעזר מלמד), (nascido em 28 de junho de 1961) é um rabino ortodoxo sionista israelense e o rosh yeshiva de Yeshivat Har Bracha, rabino da comunidade Har Bracha, e autor da série de livros Pniné Halakha.

## Biografia
Eliezer Melamed é filho do rabino Zalman Baruch Melamed, aluno do rabino Zvi Yehuda Kook. O primeiro nome de Melamed é resultado de um sonho que Kook teve por ocasião de seu nascimento. Melamed frequentou as aulas ministradas por Kook dos 15 aos 20 anos e, como seu pai, considera Kook seu rabino mais importante. Melamed é casado com Inbal, filha do artista Tuvia Katz, e tem treze filhos.

## Carreira rabínica e ensino
Melamed lecionou Talmude e Halachá no Kollel do rabino Deutsch em Mea Shearim por seis meses. O Kollel foi dirigido pelo rabino Yitzchak Ginsburg, o que deu a Melamed a chance de aprender em dupla com Ginsburg e ouvir muitas de suas palestras. Mais tarde, ele ensinou Talmude e Emuna (filosofia judaica) particularmente na yeshiva de Bet El por cerca de vinte anos, e quatro anos na yeshiva de Kedumim. Melamed editou uma nova edição do livro Shnei Luchot HaBrit (o Shelah), e os dois primeiros volumes da nova edição dos livros do rabino Zadok HaKohen de Lublin. Além disso, ele participou da conclusão da série inteira.  
Em agosto 1988, Melamed foi nomeado para servir como rabino da comunidade do assentamento Har Bracha.
Em setembro 1992, Melamed fundou a yeshiva Har Bracha, da qual é reitor. Na yeshiva, Melamed dá diariamente uma aula de halachá, aulas de Emuna e conselhos sobre questões públicas e privadas.
Em julho de 2013, recebeu o "Prêmio da Criação Judaica" por sua série de livros Pniné Halakha. Em novembro de 2020, recebeu o "Prêmio do Rabino Kook" por essa série.

## Obras publicadas
Pniné Halakha é uma série de livros sobre temas de halachá, redigidos por Melamed, que abrangem temas como as leis de shabat e a perspectiva judaica sobre doações de órgãos. Além de expor a lei prática sobre o assunto, esses livros discutem os fundamentos espirituais das halachot e também refletem os vários costumes das diferentes comunidades. Escritos em hebraico, a série de livros já vendeu mais de 500.000 cópias. Vinte livros foram publicados em hebraico, dos quais nove foram traduzidos para o inglês, dez para o francês, nove para o espanhol e dez para o russo. Os livros estão ganhando rápida popularidade na comunidade sionista religiosa em Israel.

## Opiniões e pontos de vista
O rabino Eliezer defende um diálogo direto e aberto com todas as facetas do judaísmo e acredita que, apesar das divergências de opiniões, ninguém deve ser excluído por suas opiniões ou crenças. Seu encontro com Delphine Horvilleur levou a pedidos de boicote contra ele e à raiva de rabinos israelenses contra suas opiniões e seus livros.